# Karl Maurer (Romanist)
Karl Maurer (* 15. April 1926 in Darmstadt) ist ein deutscher Romanist und Komparatist.

## Leben
Maurer studierte Romanistik, Klassische Philologie und Germanistik in Freiburg, Basel, Lille, Paris und Pisa. 1951 promovierte er in Freiburg bei Hugo Friedrich zur Lyrik Paul Valérys; 1955 folgte die Habilitation in Bonn zu den Canti von Giacomo Leopardi.
1959 wurde er als Ordinarius an den Lehrstuhl für Romanische Philologie der Universität Bonn berufen. 1965 wechselte er an die neu gegründete Ruhr-Universität Bochum, wo er ab 1975 zugleich auch den Lehrstuhl für Allgemeine und Vergleichende Literaturwissenschaft innehatte. Nach seiner Emeritierung war er von 1992 bis 1994 als Visiting Professor an der Stanford University. 2000 war er außerdem Gastdozent an der School of Religion and Philosophy in Sankt Petersburg.

## Veröffentlichungen (Auswahl)
- Phylosophie domesticus et predicans iustitiam. Das politische Selbstverständnis des Dichters Dante. In: Hartmut Boockmann, Bernd Moeller, Karl Stackmann (Hrsg.): Lebenslehren und Weltentwürfe im Übergang vom Mittelalter zur Neuzeit. Politik – Bildung – Naturkunde – Theologie. Bericht über Kolloquien der Kommission zur Erforschung der Kultur des Spätmittelalters 1983 bis 1987 (= Abhandlungen der Akademie der Wissenschaften in Göttingen: philologisch-historische Klasse. Folge III, Nr. 179). Vandenhoeck & Ruprecht, Göttingen 1989, ISBN 3-525-82463-7, S. 9–51.